# Jamie Maclaren
Jamie Maclaren (Melbourne, 29 luglio 1993) è un calciatore australiano con cittadinanza scozzese, attaccante del Mohun Bagan SG e della nazionale australiana.
Detiene il record di miglior realizzatore nella storia della A-League, massima serie australiana.

## Caratteristiche tecniche
Attaccante, può giocare come prima o seconda punta, in alternativa può essere schierato come ala destra.

## Carriera

### Esordi
Dopo aver mosso i primi passi nelle selezioni giovanili di Sunbury United e Green Gully, società con sedi a Melbourne, nel 2009 si trasferisce in Gran Bretagna, aggregandosi al Blackburn Rovers. Disputa quattro stagioni con i Riversiders, senza tuttavia esordire in prima squadra.

### Ritorno in Australia: Perth Glory e Brisbane Roar
Conclusa l'esperienza britannica, nell'estate del 2013 rientra in Australia, firmando un contratto triennale con il Perth Glory. Il 13 ottobre esordisce in A-League nella gara esterna contro l'Adelaide United, mentre realizza il primo gol nella vittoria contro il Melboune City del 27 ottobre successivo.
Nel luglio del 2015, dopo 40 presenze e 11 gol in maglia viola, Jamie Maclaren lascia Perth per accasarsi al Brisane Roar, società appena laureatasi campione d'Australia. Il debutto con la nuova casacca risale all'8 ottobre, giorno in cui realizza anche i primi due gol stagionali nella gara contro il Western Sydney Wanderers. Le due stagioni trascorse nel Queensland si rivelano particolarmente prolifiche: colleziona 42 gol in 61 gare ufficiali, conquistando il record di reti realizzate in campionato da un calciatore australiano (18) e vincendo il titolo di capocannoniere nel 2017.

### Esperienze europee
Al termine della stagione 2016-2017, passa al Darmstadt, squadra militante nella seconda divisione tedesca. L'esperienza in Germania dura tuttavia pochi mesi: nel gennaio del 2018 si trasferisce infatti in Scozia, all'Hibernian, con la formula del prestito. Esordisce in Scottish Premiership il 24 gennaio nella gara contro il Dundee, mentre nel turno successivo va a segno contro i Rangers realizzando il gol della vittoria. Il positivo semestre vale la riconferma in maglia biancoverde: il club di Edimburgo ottiene al termine del campionato il prolungamento del prestito.

### Melbourne City
La seconda stagione con l'Hibernian ha tuttavia un avvio in sordina e, dato il minor minutaggio e la scarsa vena realizzativa, il 31 gennaio 2019 ottiene la cessione al Melbourne City. Il 9 febbraio successivo esordisce con la nuova maglia, realizzando anche il primo gol contro l'Adelaide United.
Nella stagione 2020-2021 guida la squadra alla vittoria del primo titolo nazionale e, dal 2019 al 2023, si aggiudica il titolo di capocannoniere per quattro anni consecutivi.
I gol con la maglia del Melbourne City valgono anche la conquista del record di miglior realizzatore nella storia della A-League, superando il centravanti kosovaro Besart Berisha.

## Nazionale
La prima convocazione in nazionale è per la selezione under-19 della Scozia, della quale può far parte in virtù della doppia nazionalità di suo padre. L'11 maggio 2011 esordisce nella sfida contro i pari età della Norvegia, realizzando anche il primo gol con la Tartan Army.
Chiamato a una decisione, opta tuttavia per la nazionale australiana, rispondendo alle convocazioni in under-19, under-20 e under-23.
Il 27 maggio 2016 debutta in nazionale maggiore nella sfida amichevole contro l'Inghilterra (2-1). L'11 gennaio 2019 segna la prima rete internazionale contro la Palestina, sfida valevole per la fase a gironi della Coppa d'Asia 2019.

## Statistiche
Statistiche aggiornate al 17 agosto 2025.
| Stagione              | Squadra                 | Campionato            | Campionato | Campionato | Coppe nazionali | Coppe nazionali | Coppe nazionali | Coppe continentali | Coppe continentali | Coppe continentali | Altre coppe | Altre coppe | Altre coppe | Totale | Totale |
| Stagione              | Squadra                 | Comp                  | Pres       | Reti       | Comp            | Pres            | Reti            | Comp               | Pres               | Reti               | Comp        | Pres        | Reti        | Pres   | Reti   |
| --------------------- | ----------------------- | --------------------- | ---------- | ---------- | --------------- | --------------- | --------------- | ------------------ | ------------------ | ------------------ | ----------- | ----------- | ----------- | ------ | ------ |
| 2013-2014             | Perth Glory             | AL                    | 18         | 2          | -               | -               | -               | -                  | -                  | -                  | -           | -           | -           | 18     | 2      |
| 2014-2015             | Perth Glory             | AL                    | 20         | 9          | FFA             | 2               | 0               | -                  | -                  | -                  | -           | -           | -           | 22     | 9      |
| Totale Perth Glory    | Totale Perth Glory      | Totale Perth Glory    | 38         | 11         |                 | 2               | 0               |                    | -                  | -                  |             | -           | -           | 40     | 11     |
| 2015-2016             | Brisbane Roar           | AL                    | 23+2       | 17+2       | FFA             | 1               | 0               | -                  | -                  | -                  | -           | -           | -           | 26     | 19     |
| 2016-2017             | Brisbane Roar           | AL                    | 26+2       | 19+1       | FFA             | 1               | 0               | ACL                | 6                  | 3                  | -           | -           | -           | 35     | 23     |
| Totale Brisbane Roar  | Totale Brisbane Roar    | Totale Brisbane Roar  | 53         | 39         |                 | 2               | 0               |                    | 6                  | 3                  |             | -           | -           | 61     | 42     |
| 2017- gen.2018        | Darmstadt               | 2L                    | 7          | 0          | CG              | 1               | 0               | -                  | -                  | -                  | -           | -           | -           | 8      | 0      |
| gen.- giu. 2018       | Hibernian               | SP                    | 10+5       | 3+5        | -               | -               | -               | -                  | -                  | -                  | -           | -           | -           | 15     | 8      |
| 2018- gen.2019        | Hibernian               | SP                    | 12         | 1          | CdL             | 1               | 0               | UEL                | 2                  | 0                  | -           | -           | -           | 15     | 1      |
| Totale Hibernian      | Totale Hibernian        | Totale Hibernian      | 27         | 9          |                 | 1               | 0               |                    | 2                  | 0                  |             | -           | -           | 30     | 9      |
| gen.- giu.2019        | Melbourne City          | AL                    | 8+1        | 5          | FFA             | -               | -               | -                  | -                  | -                  | -           | -           | -           | 9      | 5      |
| 2019-2020             | Melbourne City          | AL                    | 23+2       | 23+1       | FFA             | 3               | 3               | -                  | -                  | -                  | -           | -           | -           | 28     | 27     |
| 2020-2021             | Melbourne City          | AL                    | 24         | 25         | -               | -               | -               | -                  | -                  | -                  | -           | -           | -           | 24     | 25     |
| 2021-2022             | Melbourne City          | AL                    | 24+3       | 15+1       | FFA             | 0               | 0               | ACL                | 6                  | 2                  | -           | -           | -           | 33     | 18     |
| 2022-2023             | Melbourne City          | AL                    | 26+3       | 24         | AC              | 2               | 0               | -                  | -                  | -                  | -           | -           | -           | 31     | 24     |
| 2023-2024             | Melbourne City          | AL                    | 27+1       | 10         | AC              | 3               | 3               | ACL                | 6                  | 1                  | -           | -           | -           | 37     | 14     |
| Totale Melbourne City | Totale Melbourne City   | Totale Melbourne City | 142        | 104        |                 | 8               | 6               |                    | 12                 | 3                  |             | -           | -           | 162    | 113    |
| 2024-2025             | Mohun Bagan Super Giant | ISL                   | 22+3       | 11+1       | SC              | 0               | 0               | AFC2               | 0                  | 0                  | DC          | 0           | 0           | 25     | 12     |
| 2025-2026             | Mohun Bagan Super Giant | ISL                   | 0          | 0          | SC              | 0               | 0               | AFC2               | 0                  | 0                  | DC          | 2           | 1           | 2      | 1      |
| Totale Mohun Bagan SG | Totale Mohun Bagan SG   | Totale Mohun Bagan SG | 25         | 12         |                 | 0               | 0               |                    | 0                  | 0                  |             | 2           | 1           | 27     | 13     |
| Totale carriera       | Totale carriera         | Totale carriera       | 292        | 172        |                 | 14              | 6               |                    | 20                 | 6                  |             | 2           | 1           | 328    | 188    |

### Cronologia presenze e reti in nazionale
| Cronologia completa delle presenze e delle reti in nazionale ― Australia | Cronologia completa delle presenze e delle reti in nazionale ― Australia | Cronologia completa delle presenze e delle reti in nazionale ― Australia | Cronologia completa delle presenze e delle reti in nazionale ― Australia | Cronologia completa delle presenze e delle reti in nazionale ― Australia | Cronologia completa delle presenze e delle reti in nazionale ― Australia | Cronologia completa delle presenze e delle reti in nazionale ― Australia | Cronologia completa delle presenze e delle reti in nazionale ― Australia |
| Data                                                                     | Città                                                                    | In casa                                                                  | Risultato                                                                | Ospiti                                                                   | Competizione                                                             | Reti                                                                     | Note                                                                     |
| ------------------------------------------------------------------------ | ------------------------------------------------------------------------ | ------------------------------------------------------------------------ | ------------------------------------------------------------------------ | ------------------------------------------------------------------------ | ------------------------------------------------------------------------ | ------------------------------------------------------------------------ | ------------------------------------------------------------------------ |
| 27-5-2016                                                                | Sunderland                                                               | Inghilterra                                                              | 2 – 1                                                                    | Australia                                                                | Amichevole                                                               | -                                                                        | 58’                                                                      |
| 15-11-2016                                                               | Bangkok                                                                  | Thailandia                                                               | 2 – 2                                                                    | Australia                                                                | Qual. Mondiali 2018                                                      | -                                                                        | 57’                                                                      |
| 13-6-2017                                                                | Melbourne                                                                | Australia                                                                | 0 – 4                                                                    | Brasile                                                                  | Amichevole                                                               | -                                                                        | 57’                                                                      |
| 25-6-2017                                                                | Mosca                                                                    | Cile                                                                     | 1 – 1                                                                    | Australia                                                                | Conf. Cup 2017 - 1º turno                                                | -                                                                        | 62’                                                                      |
| 5-9-2017                                                                 | Melbourne                                                                | Australia                                                                | 2 – 1                                                                    | Thailandia                                                               | Qual. Mondiali 2018                                                      | -                                                                        | 71’                                                                      |
| 1-6-2018                                                                 | Sankt Pölten                                                             | Australia                                                                | 4 – 0                                                                    | Rep. Ceca                                                                | Amichevole                                                               | -                                                                        | 61’                                                                      |
| 17-11-2018                                                               | Brisbane                                                                 | Australia                                                                | 1 – 1                                                                    | Corea del Sud                                                            | Amichevole                                                               | -                                                                        | 71’                                                                      |
| 30-12-2018                                                               | Dubai                                                                    | Oman                                                                     | 0 – 5                                                                    | Australia                                                                | Amichevole                                                               | -                                                                        | 64’                                                                      |
| 6-1-2019                                                                 | al-'Ayn                                                                  | Australia                                                                | 0 – 1                                                                    | Giordania                                                                | Coppa d'Asia 2019 - 1º turno                                             | -                                                                        |                                                                          |
| 11-1-2019                                                                | Dubai                                                                    | Palestina                                                                | 0 – 3                                                                    | Australia                                                                | Coppa d'Asia 2019 - 1º turno                                             | 1                                                                        | 82’                                                                      |
| 15-1-2019                                                                | al-'Ayn                                                                  | Australia                                                                | 3 – 2                                                                    | Siria                                                                    | Coppa d'Asia 2019 - 1º turno                                             | -                                                                        | 68’                                                                      |
| 21-1-2019                                                                | al-'Ayn                                                                  | Australia                                                                | 0 – 0 dts (4 – 2 dtr)                                                    | Uzbekistan                                                               | Coppa d'Asia 2019 - Ottavi di finale                                     | -                                                                        | 75’                                                                      |
| 25-01-2019                                                               | al-'Ayn                                                                  | Emirati Arabi Uniti                                                      | 1 – 0                                                                    | Australia                                                                | Coppa d'Asia 2019 - Quarti di finale                                     | -                                                                        | 60’                                                                      |
| 10-10-2019                                                               | Canberra                                                                 | Australia                                                                | 5 – 0                                                                    | Nepal                                                                    | Qual. Mondiali 2022                                                      | 3                                                                        |                                                                          |
| 15-10-2019                                                               | Kaohsiung                                                                | Taipei cinese                                                            | 1 – 7                                                                    | Australia                                                                | Qual. Mondiali 2022                                                      | 1                                                                        | 79’                                                                      |
| 7-6-2021                                                                 | Al Kuwait                                                                | Australia                                                                | 5 – 1                                                                    | Taipei cinese                                                            | Qual. Mondiali 2022                                                      | 1                                                                        |                                                                          |
| 11-6-2021                                                                | Al Kuwait                                                                | Nepal                                                                    | 0 – 3                                                                    | Australia                                                                | Qual. Mondiali 2022                                                      | -                                                                        | 62’                                                                      |
| 15-6-2021                                                                | Al Kuwait                                                                | Australia                                                                | 1 – 0                                                                    | Giordania                                                                | Qual. Mondiali 2022                                                      | -                                                                        | 72’                                                                      |
| 16-11-2021                                                               | Sharjah                                                                  | Cina                                                                     | 1 – 1                                                                    | Australia                                                                | Qual. Mondiali 2022                                                      | -                                                                        | 71’                                                                      |
| 27-1-2022                                                                | Melbourne                                                                | Australia                                                                | 4 – 0                                                                    | Vietnam                                                                  | Qual. Mondiali 2022                                                      | 1                                                                        | 66’                                                                      |
| 1-2-2022                                                                 | Mascate                                                                  | Oman                                                                     | 2 – 2                                                                    | Australia                                                                | Qual. Mondiali 2022                                                      | 1                                                                        | 62’                                                                      |
| 24-3-2022                                                                | Sydney                                                                   | Australia                                                                | 0 – 2                                                                    | Giappone                                                                 | Qual. Mondiali 2022                                                      | -                                                                        | 46’                                                                      |
| 1-6-2022                                                                 | Al Wakrah                                                                | Australia                                                                | 2 – 1                                                                    | Giordania                                                                | Amichevole                                                               | -                                                                        | 73’                                                                      |
| 7-6-2022                                                                 | Ar Rayyan                                                                | Emirati Arabi Uniti                                                      | 1 – 2                                                                    | Australia                                                                | Qual. Mondiali 2022                                                      | -                                                                        | 72’                                                                      |
| 13-6-2022                                                                | Ar Rayyan                                                                | Australia                                                                | 0 – 0 dts (5 – 4 dtr)                                                    | Perù                                                                     | Qual. Mondiali 2022                                                      | -                                                                        | 85’                                                                      |
| 22-9-2022                                                                | Brisbane                                                                 | Australia                                                                | 1 – 0                                                                    | Nuova Zelanda                                                            | Amichevole                                                               | -                                                                        | 87’                                                                      |
| 26-11-2022                                                               | Al Wakrah                                                                | Tunisia                                                                  | 0 – 1                                                                    | Australia                                                                | Mondiali 2022 - 1º turno                                                 | -                                                                        | 64’                                                                      |
| 30-11-2022                                                               | Al Wakrah                                                                | Australia                                                                | 1 – 0                                                                    | Danimarca                                                                | Mondiali 2022 - 1º turno                                                 | -                                                                        | 82’                                                                      |
| 3-12-2022                                                                | Al Rayyan                                                                | Argentina                                                                | 2 – 1                                                                    | Australia                                                                | Mondiali 2022 - Ottavi di finale                                         | -                                                                        | 72’                                                                      |
| 15-6-2023                                                                | Pechino                                                                  | Argentina                                                                | 2 – 0                                                                    | Australia                                                                | Amichevole                                                               | -                                                                        | 46’                                                                      |
| 16-11-2023                                                               | Melbourne                                                                | Australia                                                                | 7 – 0                                                                    | Bangladesh                                                               | Qual. Mondiali 2026                                                      | 3                                                                        | 46’                                                                      |
| 21-11-2023                                                               | Al Kuwait                                                                | Palestina                                                                | 0 – 1                                                                    | Australia                                                                | Qual. Mondiali 2026                                                      | -                                                                        | 90+3’                                                                    |
| Totale                                                                   |                                                                          | Presenze                                                                 | 32                                                                       |                                                                          | Reti                                                                     | 11                                                                       |                                                                          |

## Palmarès

### Club

#### Competizioni nazionali
- Premier's Plate: 3

Melbourne City: 2020-2021, 2021-2022, 2022-2023
- Campionato australiano: 1

Melbourne City: 2020-2021
- ISL Shield: 1

Mohun Bagan SG: 2024-2025
- Indian Super League: 1

Mohun Bagan SG: 2024-2025

### Individuale
- Capocannoniere della FFA Cup: 1

2019 (6 reti)
- Capocannoniere dell'A-League: 4

2019-2020, 2020-2021, 2021-2022, 2022-2023
- Premio Harry Kewell: 1

2015-2016